# Fichier central des dispositions de dernières volontés
Le fichier central des dispositions de dernières volontés (FCDDV), ou fichier des testaments, est une base de données créée par le notariat français, en exécution de la convention de Bâle signée en 1972 dans le cadre du Conseil de l'Europe. Elle permet de retrouver le notaire détenteur d'une disposition (testament ou donation entre époux) d'une personne décédée. Pour l'interroger ,, il faut être en possession de l'extrait original de l'acte de décès.
Bien que les locaux qui traitent ces données soient situés près d'Aix-en-Provence, la mise à disposition du fichier est faite par l'Association pour le développement du service notarial (ADSN) par le biais de son site internet. Cette association est également basée dans les Bouches-du-Rhône, mais à Venelles.